# Цансі
ГЕС Цансі (苍溪航电枢纽) — гідроелектростанція на півдні Китаю у провінції Сичуань. Знаходячись між ГЕС Tíngzǐkou (вище по течії) та ГЕС Shāxī, входить до складу каскаду на річці Цзялін, лівій притоці Дзинша (верхня течія Янцзи).
В межах проекту річку перекрили бетонною греблею висотою 37 метрів та довжиною 515 метрів. Вона утримує водосховище із припустимим коливанням рівня в операційному режимі між позначками 372,6 та 373 метра НРМ (під час повені до 387,1 метра НРМ).
Інтегрований у греблю машинний зал обладнали трьома бульбовими турбінами потужністю по 22 МВт, які використовують напір у 6,1 метра та забезпечують виробництво 262 млн кВт-год електроенергії на рік.